# 張婯嬅
張婯嬅（1970年11月12日—），是位臺灣的新聞主播，世新大學畢業。現任壹電視新聞台主播、《壹WALKER》主持人兼製作人。

## 經歷
- 真相新聞網主播
- 民視新聞台主播
- TVBS新聞台主播
- 壹電視新聞台主播、主持人、製作人

## 曾主持節目
| 時間                         | 頻道         | 節目                      | 備註                               |
| 時間待查                     | TVBS         | 《無線午報》              | 主播                               |
| 時間待查─2004年              | TVBS         | 《無線午報—台語新聞》     | 主播                               |
| 時間待查─2004年              | TVBS         | 《台語晚報》              | 主播                               |
| 時間待查                     | TVBS新聞台   | 《整點新聞》              | 主播（大多播報除晚間外之整點新聞） |
| 時間待查                     | TVBS新聞台   | 《一步一腳印 發現新台灣》 | 代班主持人                         |
| 2010年12月28日—2013年9月16日 | 壹電視新聞台 | 《台語新聞》              | 主播                               |
| 2011年9月1日—至今            | 壹電視新聞台 | 《整點新聞》              | 主播                               |
| 時間待查                     | 壹電視新聞台 | 《台語第壹鮮》            | 主持人                             |
| 2014年1月4日—2014年4月5日    | 壹電視新聞台 | 《看見心台灣》            | 主持人                             |
| 2016年4月2日—至今            | 壹電視新聞台 | 《壹WALKER》              | 主持人兼製作人                     |
| 2016年10月17日—2023年5月7日  | 壹電視新聞台 | 《壹電視晚間新聞》        | 假日主播                           |
| 2021年6月7日—至今            | 壹電視新聞台 | 《10點上新聞》            | 輪播主播                           |

## 外部連結
- 張婯嬅粉絲專頁的Facebook專頁
- 主播介紹 （页面存档备份，存于）